# Kościół San Trovaso
Kościół San Trovaso (nazwa w języku weneckim, utworzona ze ściągnięcia dwóch imion, Gervasio i Protasio w jedno) – pol. kościół Świętych Gerwazego i Protazego) – rzymskokatolicki kościół w Wenecji w dzielnicy (sestiere) Dorsoduro. Administracyjnie należy do Patriarchatu Wenecji. Jest kościołem parafialnym parafii pod tym samym wezwaniem, wchodzącej w skład dekanatu San Polo - Santa Croce - Dorsoduro.
Osobliwością kościoła są dwie identyczne fasady: jedna od strony placu Campo San Trovaso, druga od strony kanału Rio di San Trovaso, zbudowane dla pogodzenia dwóch rywalizujących ze sobą frakcji społecznych, Castellanich i Nicolottich. Założony, według niepewnych źródeł, w VIII wieku, w następnym stuleciu nosił potrójne wezwanie Świętych: Gerwazego, Protazego i Chryzogona. Obecny kościół jest efektem przebudowy w stylu renesansowym, dokonanej przez Francesca Smeraldiego w latach 1584–1657. W jego wnętrzu znajdują się takie arcydzieła malarskie jak: Święty Chryzogon na koniu (ok. 1444) pędzla Michele Giambona (jedyne w Wenecji ikonograficzne wyobrażenie tego świętego), Kuszenie św. Antoniego (ok. 1577) Jacopa Tintoretta oraz Wypędzenie Joachima ze świątyni (1587), Pokłon Trzech Króli (1587) i Ukrzyżowanie z Maryjami (1589) Domenica Tintoretta.

## Historia kościoła
Kościół sięga swymi początkami VIII wieku, chociaż źródła nie są w tej kwestii pewne. Jest natomiast pewne, że w IX wieku nosił potrójne wezwanie Świętych Gerwazego i Protazego i św. Chryzogona, którego szczątki cieszyły się kultem, dopóki nie zniknęły w tajemniczy sposób w 1583 roku, po katastrofie budowlanej. Kościół został przebudowany przez rodziny Barbarigo i Caravella w 1028 roku i ponownie w 1105 roku, po pożarze. Nawa tego budynku zawaliła się 11 września 1583 roku. Zawalenie się nawy przetrwały tylko dwie kaplice z własnymi dekoracjami: Kaplica Milledonne i Kaplica Najświętszego Sakramentu z obrazem: Święty Chryzogon na koniu pędzla Michele Giambona i trzyczęściowa płaskorzeźba Aniołowie noszący insygnia Męki Pańskiej, a po ich bokach aniołowie muzykujący dłuta Mistrza San Trovaso. W roku następnym rozpoczęły się prace przy odbudowie obecnego kościoła, prawdopodobnie według projektu Francesca Smeraldiego, ucznia Andrei Palladia. Zakończenie prac budowlanych nastąpiło w 1657 roku. W tym samym roku biskup Ossero, Gianfranco Rossi dokonał konsekracji kościoła. Na początku XVII wieku rozpoczęto prace przy dekoracji wnętrza. Ich realizację powierzono głównie przedstawicielom późnego weneckiego manieryzmu: Palmie Młodszemu oraz obu Tintorettom, ojcu i synowi). Prace dekoracyjne przeciągnęły się na następne stulecia. W 1810 roku dotychczasowa kolekcja obrazów została wzbogacona dziełami zabranymi ze zniesionych kościołów: San Basegio, Ognissanti i Santa Maria Maggiore. W 1857 roku podczas zakrojonej na szeroką skalę renowacji odnowiono prawie wszystkie ołtarze, a przy tej okazji wymieniono również szereg dotychczasowych dzieł sztuki na istniejące obecnie. W 1987 roku przeprowadzono dalsze prace renowacyjne, głównie na dachu świątyni.

## Historia parafii
Data ustanowienia parafii przy kościele jest, podobnie jak data jego ufundowania, również niepewna, jednak ustalona na połowę XI wieku, po tym jak w 1041 roku papież Leon IX zamknął kwestię mieszanej jurysdykcji dotyczącej kościoła, podzielonej między patriarchę Grado a biskupa Castello.
W następstwie dekretów napoleońskiego Królestwa Włoch z lat 1807–1810 liczba weneckich parafii została zmniejszona z ponad 70 do 30. Kościół Świętych Gerwazego i Protazego zachował jednak status kościoła parafialnego, przejmując z czasem część terytorium i wiernych sąsiedniej parafii San Basilio (zniesionej w 1807 roku) i część parafii San Raffaele Arcangelo.

## Architektura

### Fasady
Kościół ma dwie identyczne fasady, wzorowane na fasadzie kościoła Le Zitelle. Ta dwoistość spowodowana została istnieniem dwóch rywalizujących ze sobą lokalnych frakcji, Nicolottich i Castellanich, które chciały mieć własne, jednakowo ważne wejścia do świątyni. Nazwa Castellani pochodzi od dzielnicy San Pietro di Castello, natomiast Nicolotti wzięli swoją nazwę od kościoła San Nicolò dei Mendicoli. Nicoletti używali drzwi zachodnich, od strony Campo San Trovaso, natomiast Castellani – drzwi południowych, od strony Rio di San Trovaso. Ta zależność przenosiła się nawet na cudzoziemców w zależności od tego, skąd po raz pierwszy przybywali do kościoła. Przybywający łodzią od strony bazyliki św. Marka zyskiwali miano Castellanich, podczas gdy przybywający od strony stacji kolejowej – miano Nicolottich. Fasada główna wychodzi na plac Campo San Trovaso. Jest to struktura dwukondygnacyjna, flankowana na dole dwoma wąskimi skrzydłami bocznymi, zaznaczonymi pilastrami z kapitelami korynckimi. W przyziemiu znajduje się portal. Skrzydła boczne przechodzą w górnej kondygnacji w woluty, flankujące część środkową z dużym, półkolistym oknem, które zajmuje całą jej powierzchnię. Część środkową wieńczy trójkątny tympanon. Druga fasada, odpowiadająca prawemu ramieniu transeptu, wychodzi na Rio di San Trovaso i ma podobną kompozycję.

### Kampanila
Kampanila stoi w jednej linii z fasadą kościoła wychodzącą na Rio di San Trovaso. Charakteryzuje się monumentalną komorą dzwonną przeprutą biforiami, wykończoną od góry wydatnym gzymsem i zwieńczoną ośmiobocznym bębnem. Ma 53 m wysokości i zestaw dzwonów uruchamianych ręcznie.

## Wnętrze

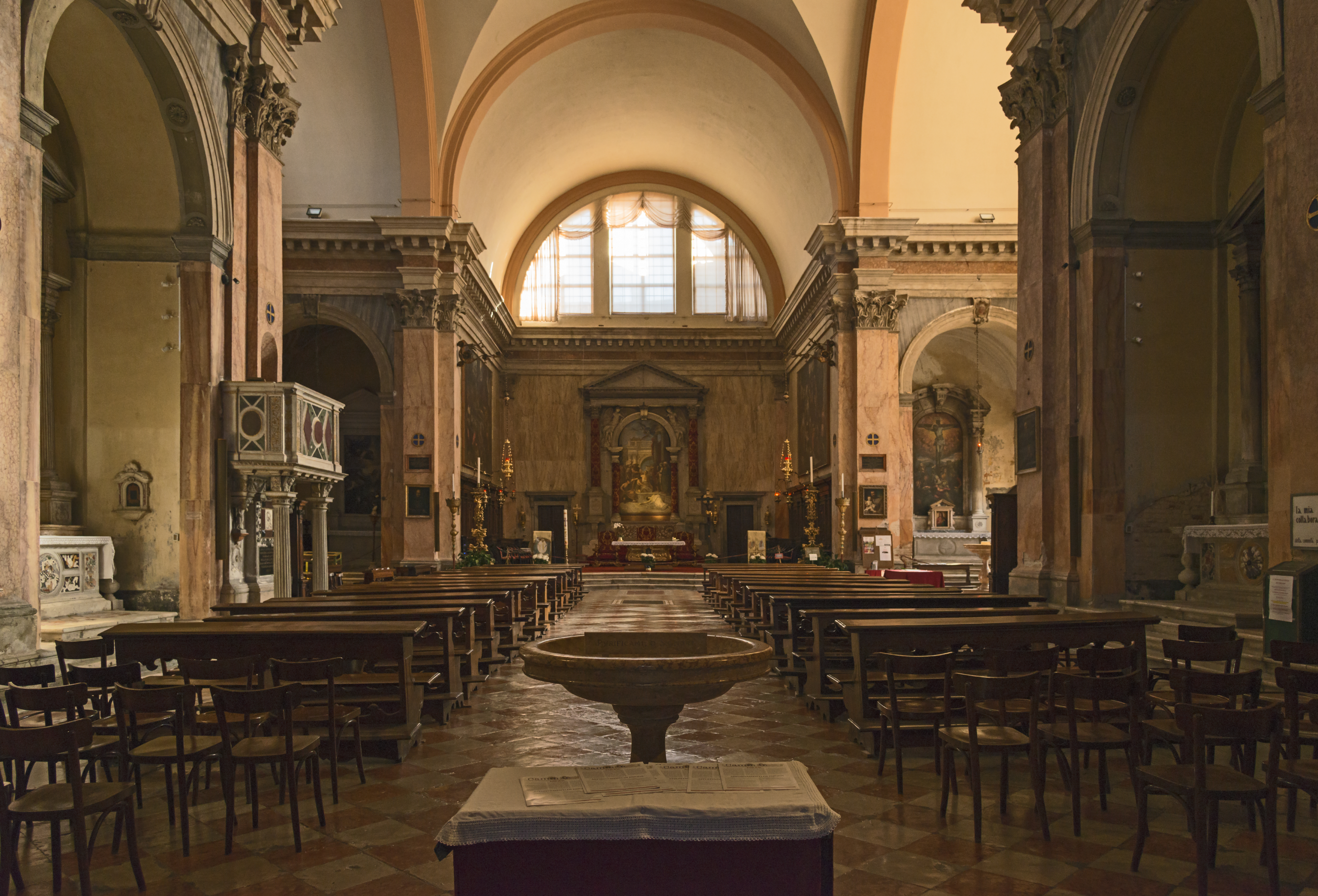
Wnętrze - widok na ołtarz główny

Wnętrze zbudowane jest na planie krzyża łacińskiego z sześcioma kaplicami bocznymi wzdłuż nawy (po trzy z każdej strony), sklepionymi łukowo i przedzielonymi odcinkami ciągłego muru. Nawa ma sklepienie kolebkowe.

### Prezbiterium
W ołtarzu głównym znajduje się obraz Męczeństwo Świętych Gerwazego i Protazego Giuseppe Pongi z 1910 roku. Zastąpił on wcześniejszy, XVIII-wieczny obraz Gregoria Lazzariniego o podobnej tematyce, który dwa lata wcześniej zapalił się od świecy. Na prawej ścianie wisi obraz Pokłon Trzech Króli, a na lewej – Wypędzenie Joachima ze świątyni, oba pędzla Domenica Tintoretta z 1587 roku, przeniesione tu w 1847 roku ze zniesionego kościoła Santa Maria Maggiore. Przy kolumnie stoją dwa XVIII-wieczne kandelabry, przypisywane Andrei Brustolonowi.

### Kaplica z prawej strony prezbiterium
W ołtarzu kaplicy Molin (Cappella Molin), ukończonej w 1599 roku, znajduje się obraz Ukrzyżowanie z Maryjami Domenica Tintoretta z 1589 roku.

### Prawe ramię transeptu
Ołtarz kaplicy Clary (Cappella Clary), ukończonym w 1620 roku zdobi obraz Zwiastowanie (z ok. 1621–1628), dzieło szkoły Palmy Młodszego. Antepedium wypełnia trzyczęściowa płaskorzeźba Aniołowie noszący insygnia Męki Pańskiej, a po ich bokach aniołowie muzykujący, dłuta Mistrza z San Trovaso z 1470 roku, należące do najbardziej interesujących rzeźb okresu renesansu. Nad bocznym wejściem widnieje obraz Wesele w Kanie Andrei Vicentina sprzed 1594 roku, przyniesiony tu ze zniesionego kościoła Ognissanti. Chrzcielnicę tworzy posąg Św. Jan Chrzciciel dłuta anonimowego rzeźbiarza z 1700 roku.

### Pierwsza kaplica z prawej strony
W ołtarzu kaplicy św. Franciszka (Cappella di San Francesco) znajduje się obraz Św. Franciszek z Paoli z donatorem Alvise dal Friso (1591–1609).

### Druga kaplica z prawej strony
Kolejna kaplica z prawej strony została dedykowana św. Konstancjuszowi z Ankony (Cappella San Costanzo d’Ancona). Jego szczątki zostały wraz z dedykowanym mu obrazem, Św. Konstancjusz na modlitwie pędzla Gaspare Dizianiego z ok. 1755 roku przeniesione tu ze zniesionego kościoła San Basegio.

### Trzecia kaplica z prawej strony
Kaplica Squerarolich (Cappella dei Squeraroli) należała niegdyś do Scuoli dei Squeraroli. W jej ołtarzu znajduje się obraz Św. Pius X w chwale, pędzla J. Barasciuttiego z 1954 roku, zaś w antepedium – Nawiedzenie, dzieło anonimowego artysty z lat 1626–1628.

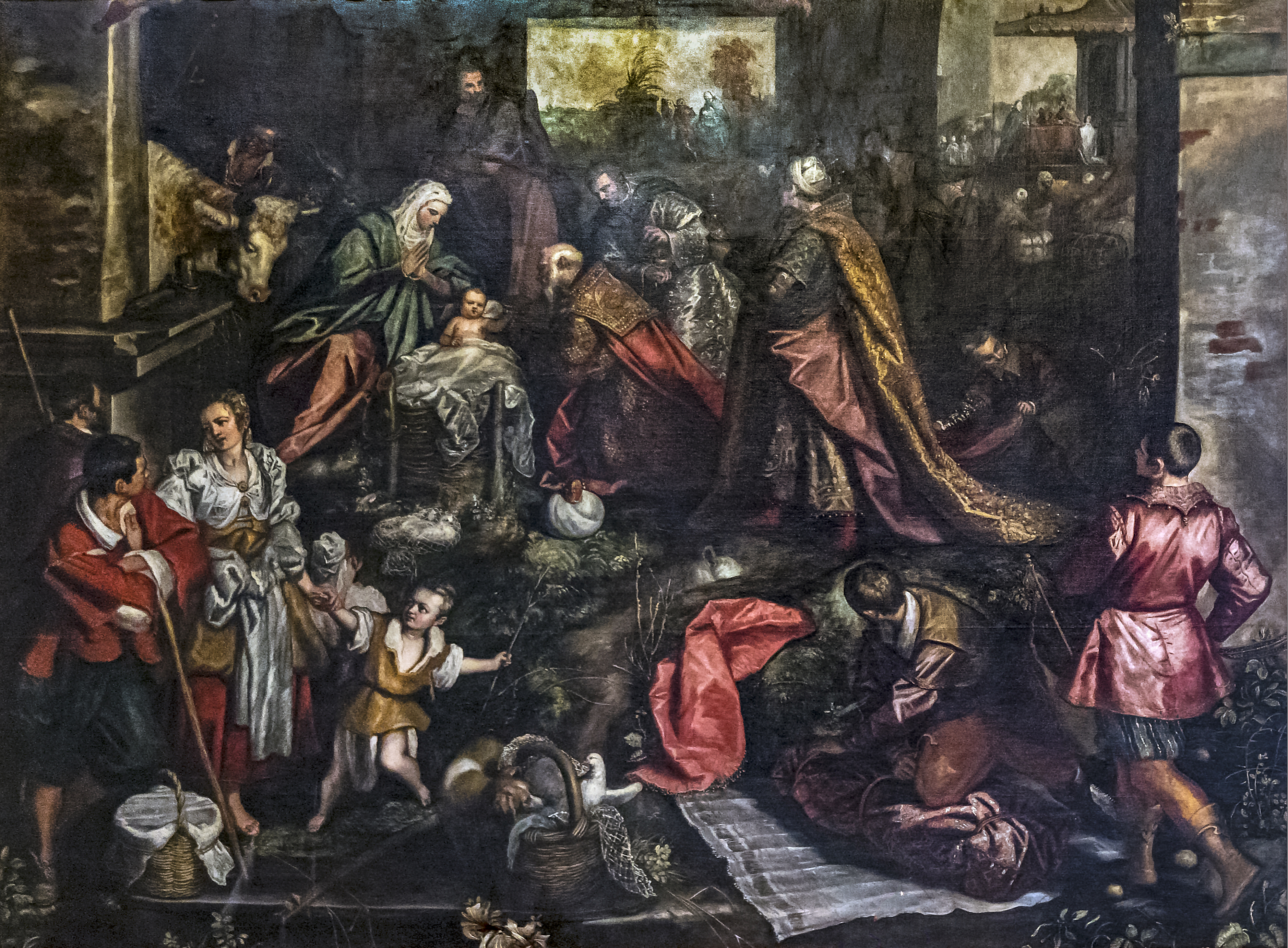
Domenico Tintoretto, Pokłon Trzech Króli, 1587
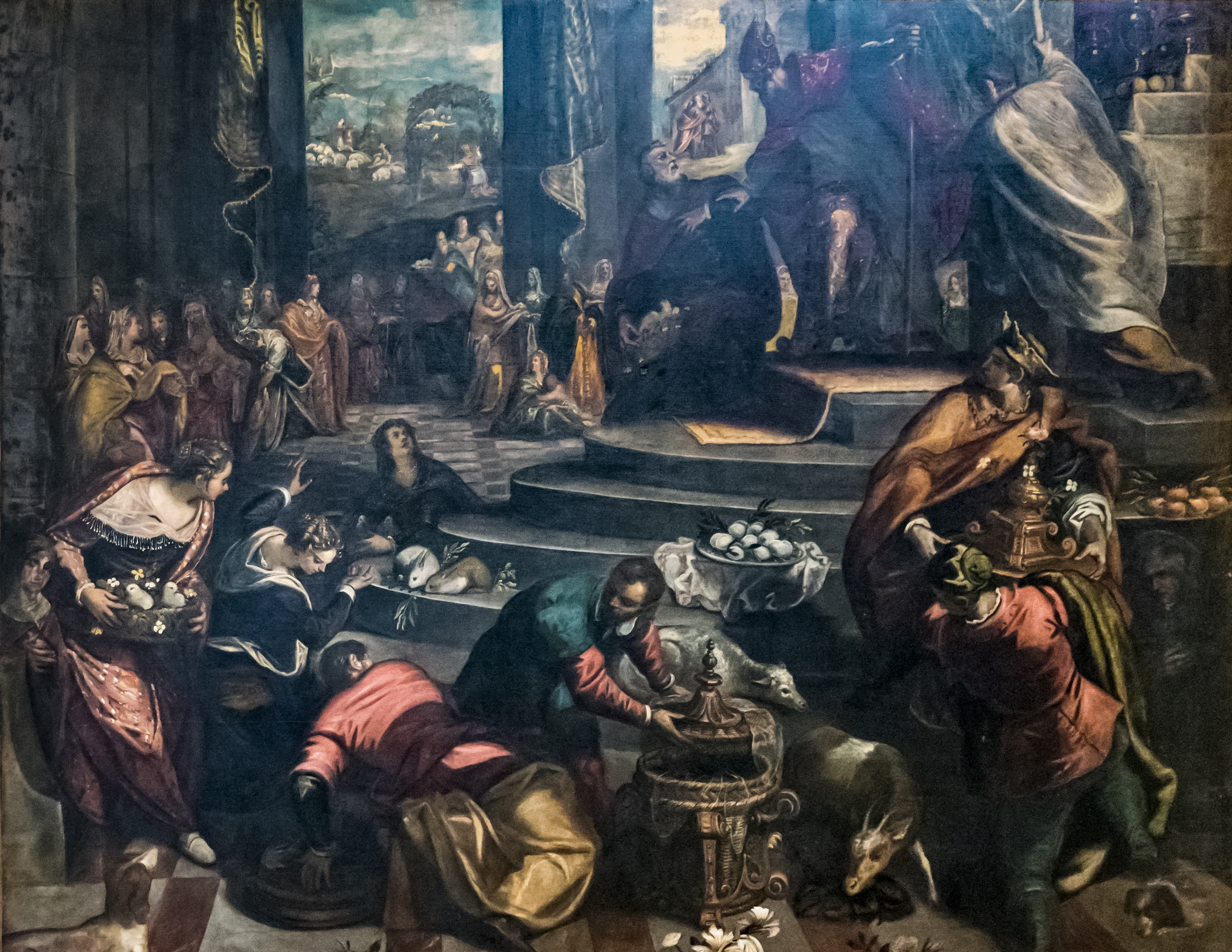
Domenico Tintoretto, Wypędzenie Joachima ze świątyni, 1587
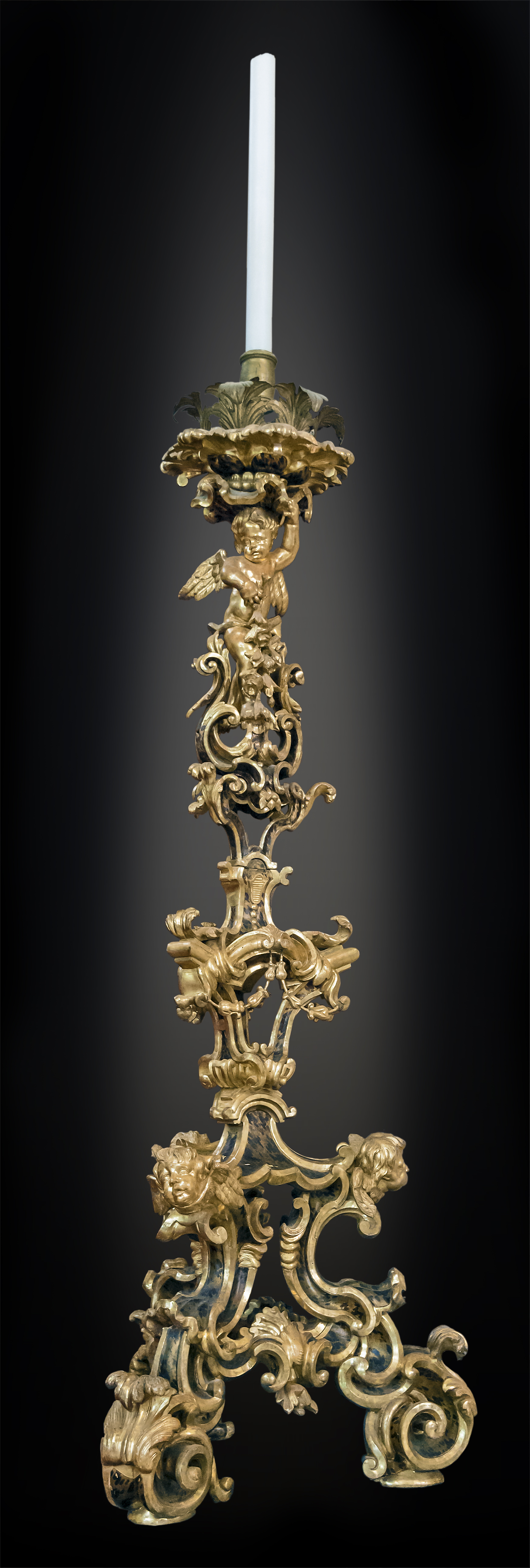
Kandelabr, przypisywany Brustolonowi, XVIII w.
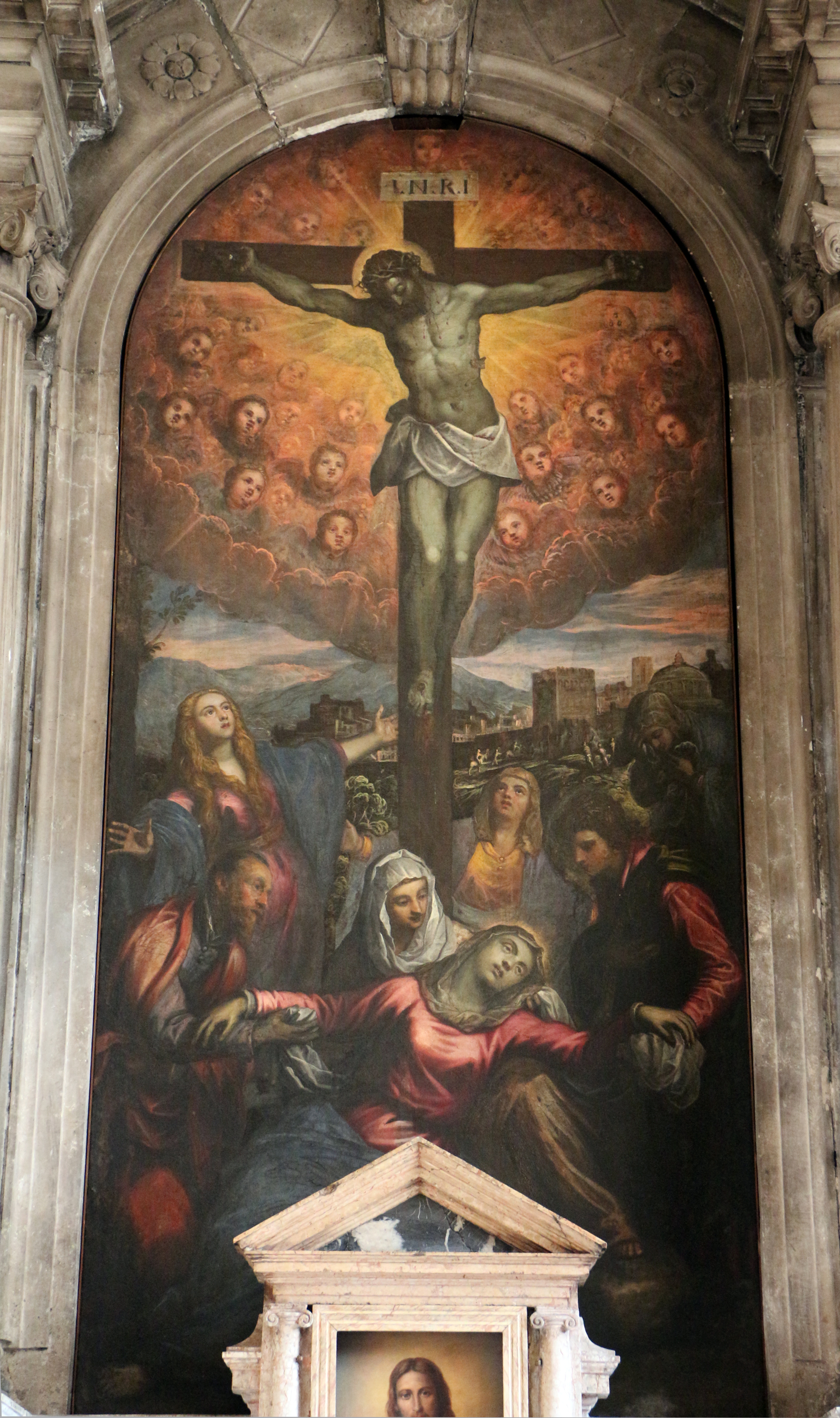
Domenico Tintoretto, Ukrzyżowanie z Maryjami, 1589
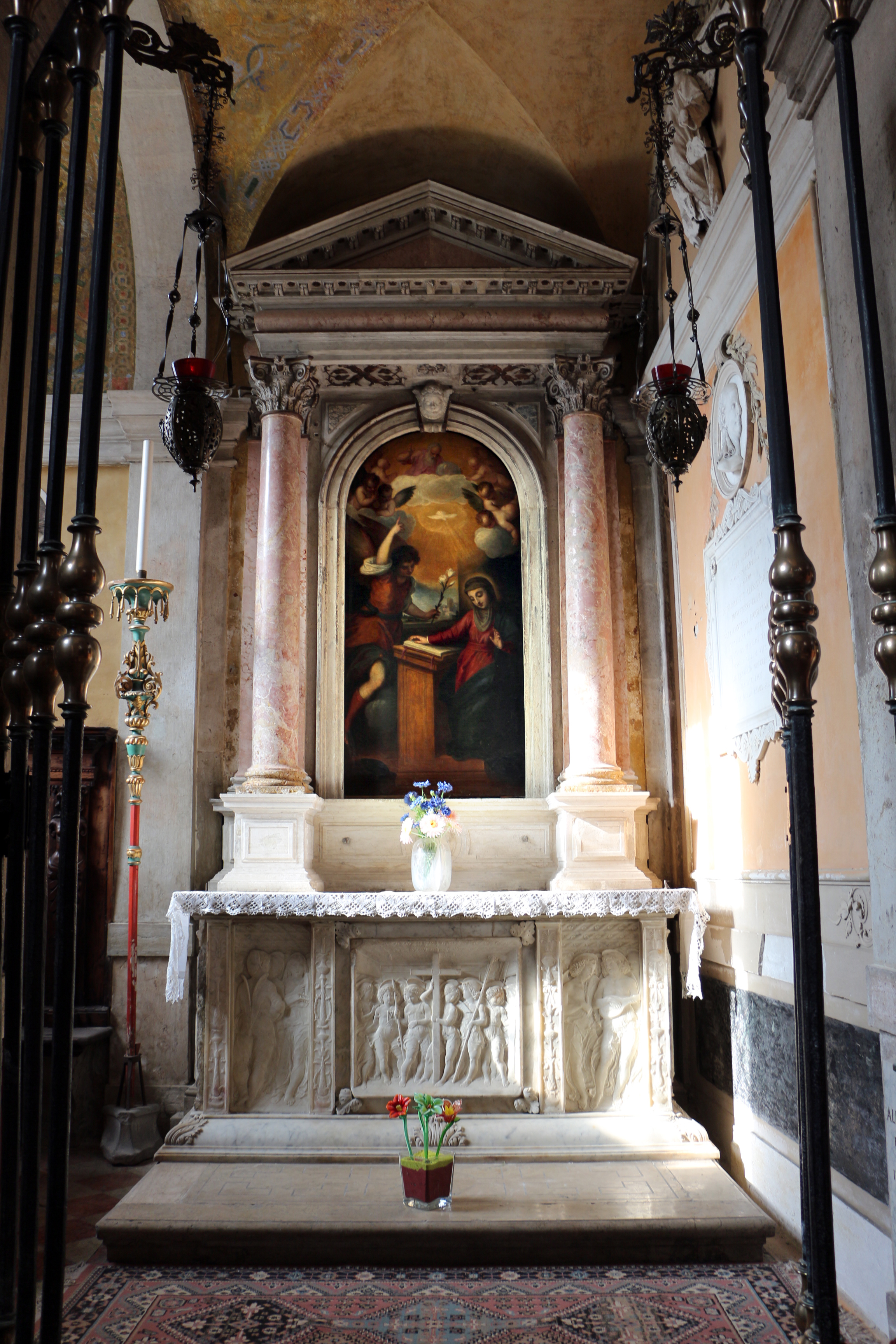
Palma Mlodszy, Zwiastowanie
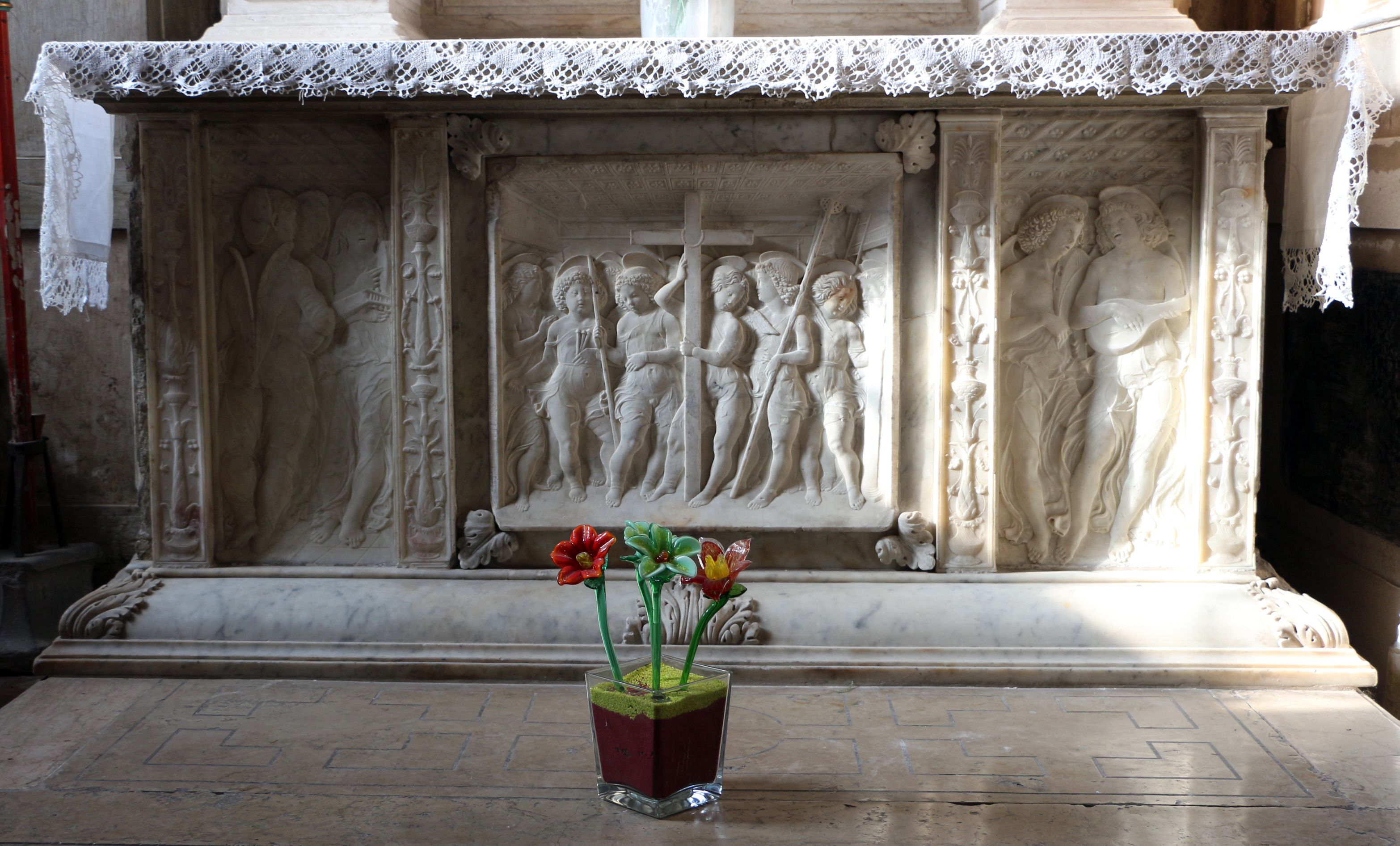
Mistrz z San Trovaso, Aniołowie noszący insygnia Męki Pańskiej, a po ich bokach aniołowie muzykujący, 1470

### Kaplica z lewej strony prezbiterium
Kaplica Milledonne (Cappella Milledonne), dedykowana św. Antoniemu, powstała dzięki hojności Antonia Milledonne, sekretarza Rady Konsulów, pochowanego u stóp ołtarza. W ołtarzu znajduje się obraz Kuszenie św. Antoniego Jacopa Tintoretta z około 1577 roku, zamówiony przez Milledonne. Na prawej ścianie kaplicy widnieje obraz Michele Giambona, Święty Chryzogon na koniu z około 1444 roku, będący jedynym w Wenecji ikonograficznym wyobrażeniem tego świętego. Został odrestaurowany w 1974 roku i ponownie w latach 2015–2016. Giambono był również twórcą mozaik, a jego prace znajdują się w bazylice św. Marka.

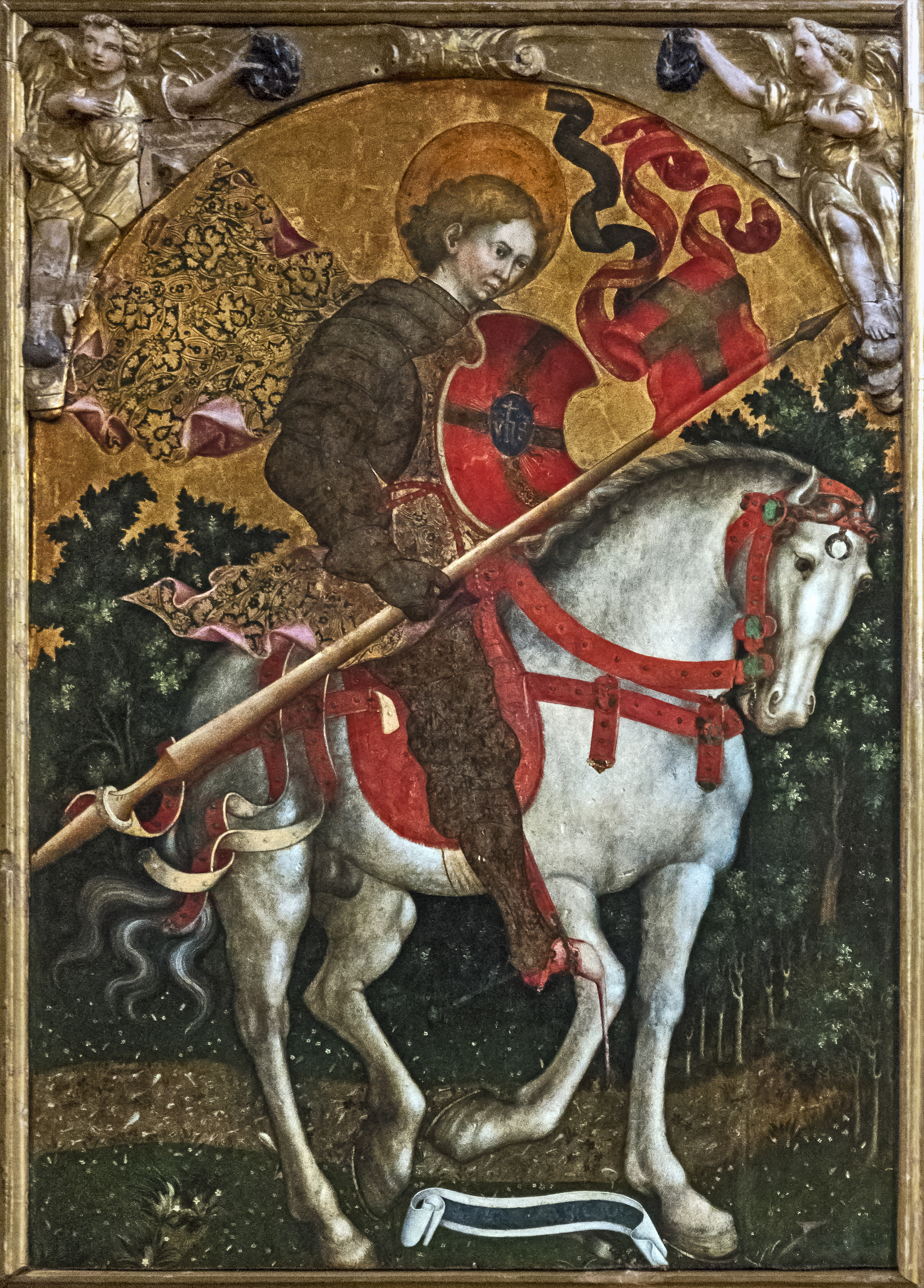
Michele Giambono, Święty Chryzogon na koniu, ok. 1444
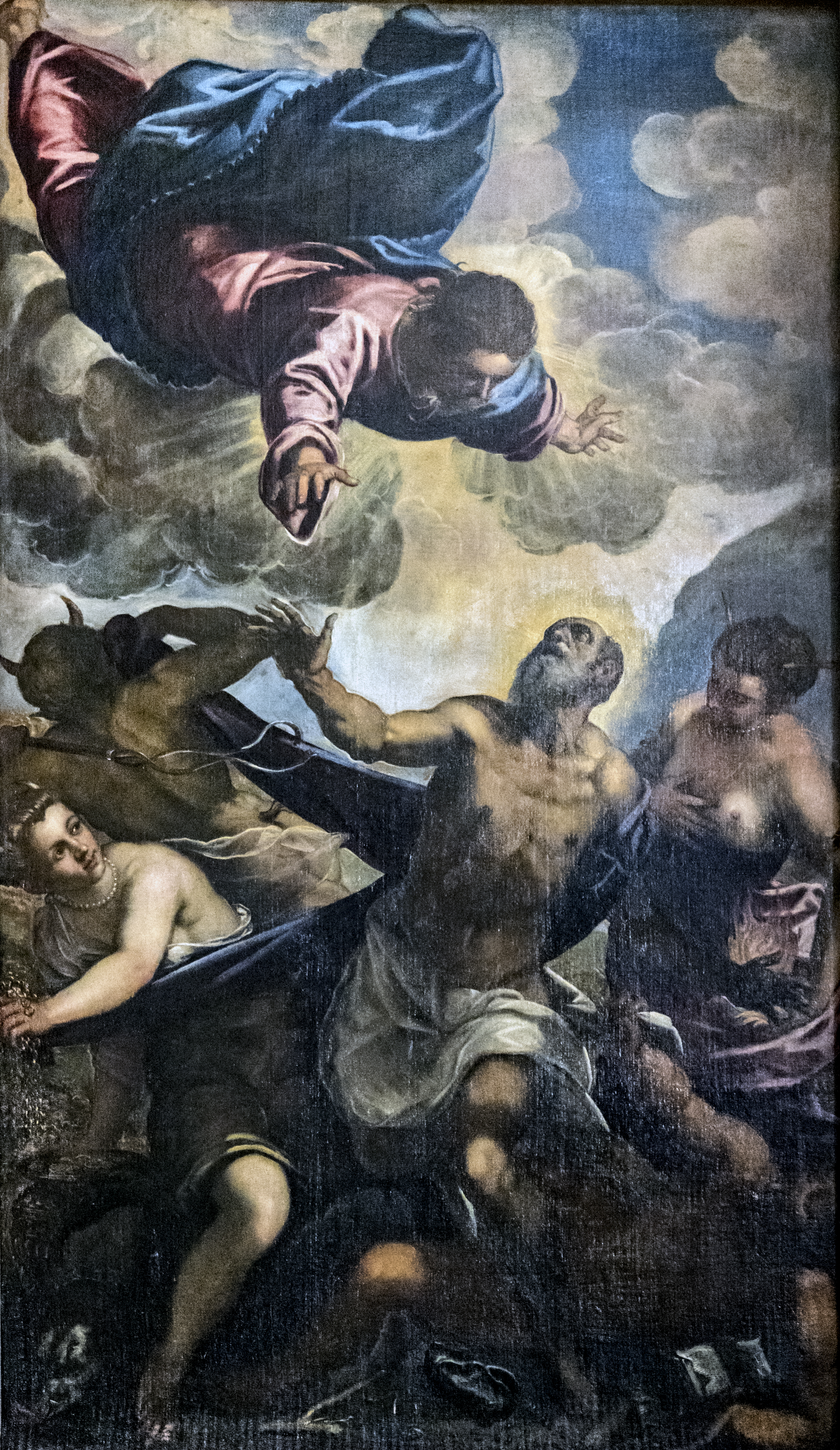
Jacopo Tintoretto, Kuszenie św. Antoniego, ok. 1577

### Lewe ramię transeptu
W ołtarzu anonimowej kaplicy znajduje się obraz Zbawiciel błogosławiący, dzieło szkoły weneckiej z XVI wieku. Prawą ścianę zdobią obrazy: Św. Maria Magdalena i Św. Jan Ewangelista, przypisywane Leonardowi Coronie, a lewą – Madonna z Dzieciątkiem, dzieło szkoły weneckiej z XVI wieku.

#### Kaplica Najświętszego Sakramentu
Na pilastrze z lewej strony widnieje przypuszczalna data ukończenia prac restauracyjnych – 1556. Obrazy zostały zamówione przez Scholę de Devozion del Santissimo Sacramento, właściciela kaplicy. Proporcjonalne wnętrze zostało zwieńczone niewielką kopułą za latarnią. W kaplicy znajduje się najbogatsza dekoracja rzeźbiarska w kościele: Na ołtarzu stoi XVI-wieczna edykuła Sakramentu w stylu Alessandra Vittorii. W antepedium jest płaskorzeźba Komunia Apostołów, dłuta XVIII-wiecznego, anonimowego artysty, a w lunecie – Chrystus i setnik Francesca Polazza, przeniesiony tu ze zlikwidowanego kościoła San Stin. Ołtarz flankują XVIII-wieczne posągi: Dawida (z prawej strony) z lat 1700–1725 i Melchizedeka (z lewej), oba utrzymane w stylu Giovanniego Marchioriego. Na prawej ścianie wisi obraz Ostatnia Wieczerza Jacopa Tintoretta, a na lewej – Chrystus umywający stopy uczniów, tego samego artysty. Ten ostatni obraz jest kopią. Oryginał znajduje się obecnie w Galerii Narodowej w Londynie. Jego pierwotnym nabywcą, po opuszczeniu kościoła San Trovaso, był Joshua Reynolds.

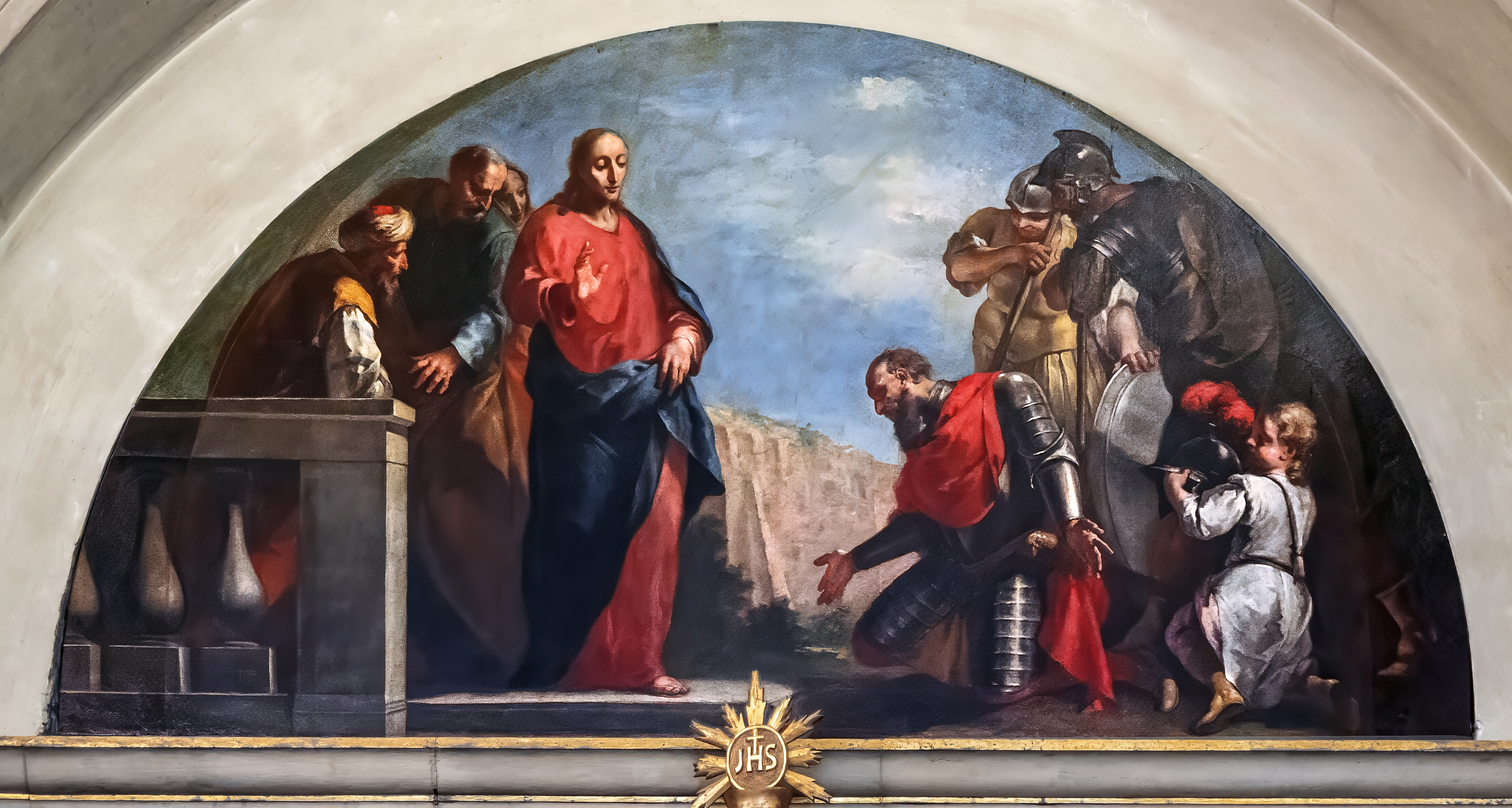
Francesco Polazzo, Chrystus i setnik, ok. 1743
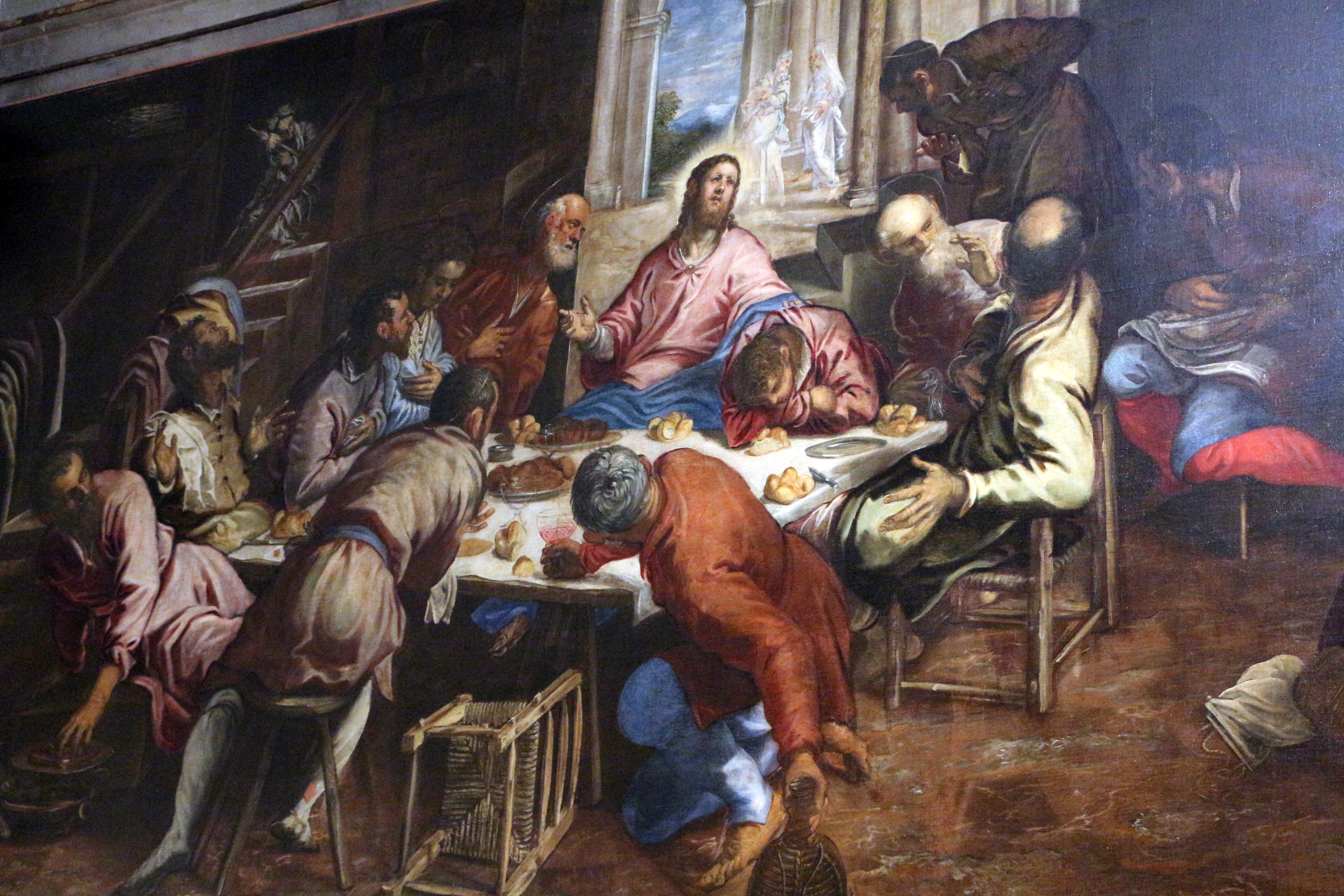
Jacopo Tintoretto, Ostatnia Wieczerza, ok. 1560

### Pierwsza kaplica z lewej strony
W ołtarzu kaplicy Narodzenia (Cappella della Natività) znajduje się płótno Narodzenie Maryi Palmy Młodszego, a pośrodku antepedium – tondo Narodzenie.

### Druga kaplica z lewej strony
Kaplica Liona (Cappella Lion), dedykowana Świętym Franciszkowi i Dominikowi, została zbudowana na zlecenie senatora Domenica Liona i ukończona w 1600 roku. Jej ołtarz wypełnia obraz Madonna z Dzieciątkiem w otoczeniu św. Jana, św. Marka, św. Łucji, św. Franciszka i św. Dominika, namalowany w latach 1621–1628 przez Palmę Młodszego.

### Trzecia kaplica z lewej strony
Kaplica Barbarigo (Cappella Barbarigo) dedykowana św. Liberalisowi została zbudowana w 1600 roku. Obraz ołtarzowy Koronacja Maryi i święci namalował w 1618 roku Pietro Malombra.

### Zakrystia
Ściany zakrystii zdobią płótna malarzy XVI-wiecznej szkoły weneckiej: Ukrzyżowanie, Św. Piotr i Dziewica adorująca oraz portrety proboszczów z XIX i XX wieku.

### Organy

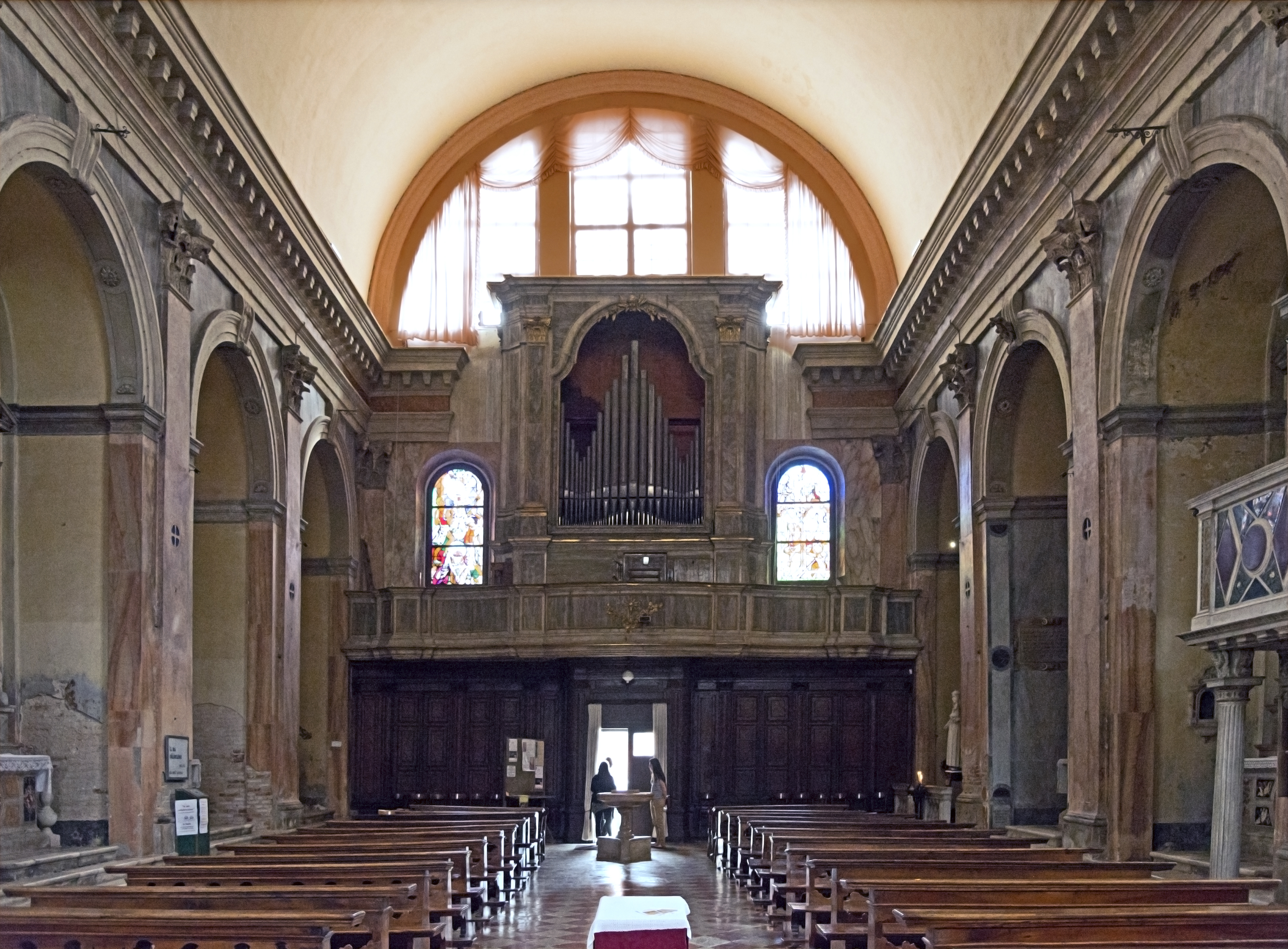
Prospekt organowy

Organy zbudował w 1765 roku Gaetano Callido. Mieszczą się one na drewnianej kantorii. Był to jego trzeci instrument zbudowany dla weneckich kościołów (wcześniej zbudował organy dla kościołów San Polo i San Zulian). Kosztami budowy organów (łącznie 2000 dukatów) zostało obciążone Bractwo Najświętszego Sakramentu (Confraternita del Santissimo Sacramento). Musiało ono poza tym ponieść koszty utrzymania organisty oraz konserwatora organów. Za korzystanie z organów płaciły również inne stowarzyszenia religijne.
21 listopada 1856 roku firma Giacomo oraz synowie Bazzani za pośrednictwem znanego w środowisku weneckim muzyka Nicolò Coccona zaproponowali proboszczowi projekt, który obejmował między innymi dodanie głosów do klawiatury pedałowej oraz do Grand’Organo.
2 stycznia 1901 roku firma Bazzani wystąpiła o kolejną interwencję techniczną, mającą za zadanie naprawienie szkód spowodowanych przez kurz i myszy w jednym z najsłynniejszych instrumentów w Wenecji. Nie wiadomo, czy firma zrealizowała to przedsięwzięcie. Wiadomo natomiast, że od lat 60. XX wieku Soprintendenza ai Beni Artistici, zdając sobie sprawę z wartości tego instrumentu, objęła go ochroną konserwatorską i po prawie trzydziestu latach wielokrotnych prób, powierzyła w latach 1990–1992 jego modernizację budowniczemu organów Alfredowi Piccinellemu z Padwy. Piccinelli zachował w dużej mierze dodatki Bazzaniego, ale wprowadził też własne modyfikacje poszczególnych głosów. Obecne organy mają 25 blaszanych piszczałek organowych ustawionych w formie trójkąta, dwie klawiatury ręczne i jedną pedałową.